# El Puente (gemeente in Tarija)
El Puente is een gemeente (municipio) in de Boliviaanse provincie Eustaquio Méndez in het departement Tarija. De gemeente telt naar schatting 11.925 inwoners (2018). De hoofdplaats is El Puente.

## Plaatsen
De volgende plaatsen zijn gelegen in de gemeente El Puente:
- Iscayachi 730 inw. – El Puente 554 inw. – Quebrada Grande 513 inw. – Chayaza 188 inw. – Carrizal 155 inw. – La Parroquía 147 inw. – Curqui 89 inw. – Ircalaya 82 inw.